# Битва под Озёрной
Битва под Озёрной — сражение времён Русско-польской войны 1654—1667, состоявшееся 9—12 ноября 1655 года. Союзник слабеющей Речи Посполитой крымский хан, не заинтересованный в усилении Русского государства и запорожских казаков, двинул армию на помощь осаждённому Львову.

## Предыстория
В период осады Львова положение польско-литовских войск в регионе было катастрофическим. После поражения Великого коронного гетмана Станислава Потоцкого в битве под Городком армии Речи Посполитой на южном театре военных действий не существовало. Но положение армии Богдана Хмельницкого и Василия Бутурлина скоро изменилось. 27 октября стало известно, что крымский хан с крымскими, ногайскими, белгородскими и очаковскими татарами идёт к «государевым черкасским городам к полякам на помочь и пришол к Чолганскому Камени, а хочет приходить на наш обоз». С войсками хана соединился польский отряд брацлавского воеводы Петра Потоцкого. Ввиду того, что основные силы русско-казацкого войска находились под Львовом, создавалась реальная угроза украинским землям. Гетман Хмельницкий и воевода Бутурлин приняли решение снять осаду с Львова, взяв с города контрибуцию, и выступить навстречу ханскому войску.
8 ноября, когда войска ещё находились в пути, татары «изгоном» попытались напасть на обоз князя Григория Ромодановского, но это нападение легко было отбито и татары «людям ничего не учинили».

## Битва
9 ноября 1655 года русско-казацкое войско подошло к Озёрной и начало переправляться на другой берег реки. Первыми переправлялись полки Хмельницкого под прикрытием полков Василия Бутурлина. 10 ноября, когда казаки уже переправились и Бутурлин начал переправлять обоз, на армию напали войска хана и Потоцкого. Бутурлин вспоминал: «и на обозы наши присылал хан многих людей и велел ударить со всех сторон, спереду на обоз гетмана Богдана Хмельницкого, а с левой стороны на обоз товарыща моево, окольного и воеводы Андрея Васильевича Бутурлина, а позади на мой... и товарыща моево стольника и воеводы князь Григорья Ромодановского на обоз, что обозы наши у переправы разорвать». Бой длился весь день. Войска гетмана Хмельницкого и воеводы Бутурлина вышли за обозы и прикрывали переправу артиллерии и обоза. Нападение хана было отбито. Обоз и люди переправились «все в целости».
11 ноября русско-казацкие войска собрались вместе и встали рядом с городком Озёрное. Хан прислал к гетману Хмельницкому послов, требуя разорвать союз с русскими и выдать ему воевод и русские войска. Послы получили категорический отказ: Хмельницкий «и полковники говорили, что они нас... с государевыми ратными людьми не выдадут и головы свои положат за нас», - докладывал Бутурлин. После этого хан вновь попытался атаковать русско-казацкую армию, пытаясь «обоз... разорвать». Понеся значительные потери, ханским войскам пришлось отступить. Русско-казацкие войска  практически не пострадали: «государевых ратных людей убитых нет и з бою разошлись в целости, а ранено... во всех полках двадцать человек».

## Последствия
После битвы хан пожелал вступить в переговоры с Хмельницким. Тот, потребовав в залог нескольких мурз, отправился с небольшой свитой к хану. Хан требовал, чтобы Хмельницкий порвал с Россией и выдал хану всех русских воевод. Когда в этом было отказано, ханский посол Сефер Казы-ага предложил, чтобы полки Хмельницкого шли отдельно от русских полков, что дало бы возможность татарам напасть на русских. Это предложение Хмельницкий также отверг. В результате переговоров Хмельницкий «помирился на том, что хан с татары царского величества на украине и на черкасские городы войною не ходить и полякам на них помочи не давать, и царского величества воеводы и с ратными людьми не битца и царского величества людей и черкас, которые взяты в полон, отдать», а  Хмельницкий обещал «быть с ним (ханом) в приязни... и на Крым не ходить».
Вот что пишет о их переговорах Дмитрий Бантыш-Каменский:

Хан принял с великим гневом Хмельницкаго, поднесшаго ему, по восточному обычаю, дары, и бросив оные на землю, начал упрекать его в учиненном им с московитянами, а не с крымцами, союзе против поляков. Хмельницкий с своей стороны напоминал хану о Берестечском и Жванском сражениях, на которых татары столь постыдно изменили козакам. Хан присоединил тогда к гневу угрозы и ссылался на великую силу татар, под предводительством Батыя приведших в трепет Россию, Польшу и Германию. «Ужели, отвечал на сие хладнокровно Хмельницкий, ты думаешь меня, хан, подобно хлопца малоумнаго, устрашить. Ведаю, что татарския царства: Сибирское, Казанское, Астраханское и иныя многия, откуда безчисленныя войска ордынския на войну исходили, вам уже помощи не дадут, находясь под скипетром Российским. Что не упомянул ты о Батые, славнейшем Вожде вашем, то помысли: война подобна мечу обоюдному; снисканное вам Батыем потеряно было Мамаем.»

Военная неудача сделала крымскую дипломатию уступчивей. После сражения под Озёрной Крым согласился соблюдать нейтралитет в войне Речи Посполитой и Русского государства, однако три года спустя Крымское ханство вновь вступило в войну после призыва изменившего царю Ивана Выговского.